# Liste der Baudenkmäler in Heideck
Auf dieser Seite sind die Baudenkmäler in der mittelfränkischen Stadt Heideck zusammengestellt. Diese Tabelle ist eine Teilliste der Liste der Baudenkmäler in Bayern. Grundlage ist die Bayerische Denkmalliste, die auf Basis des Bayerischen Denkmalschutzgesetzes vom 1. Oktober 1973 erstmals erstellt wurde und seither durch das Bayerische Landesamt für Denkmalpflege geführt wird. Die folgenden Angaben ersetzen nicht die rechtsverbindliche Auskunft der Denkmalschutzbehörde.

## Ensembles

### Ensemble Altstadt Heideck
Das Ensemble umfasst die in weiten Teilen erhaltenen Anlage der Altstadt Heidecks, soweit sie von der nunmehr in Resten erhaltenen mittelalterlichen Stadtbefestigung und Stadtmauer umschlossen wurde. Der zugehörige, noch deutlich ablesbare große Stadtgraben im Norden, der 1927 trockengelegt wurde, ferner ein Wall und zwei kleinere Gräben, die die restliche Stadtmauer schützten, teilweise jedoch schon um 1725 verwachsen waren, und zu Beginn des 19. Jahrhunderts eingeebnet, 1805 an die Bürger verteilt und teilweise bebaut wurden, definieren den Umfang der historischen Altstadt. 
Heideck ist eine Neugründung, die 1278 erstmals als „Nova Civitas“ („Neustadt“) erwähnt wurde. Die Herren von Heideck gaben im 13. Jahrhundert ihre Altenheidecker Burganlage auf und errichteten sich auf dem nahegelegenen Schlossberg eine neue Burg, zu deren Füßen sie in der verkehrsgünstig gelegenen Niederung der Kleinen Rotz wohl in der zweiten Hälfte des 13. Jahrhunderts eine Ausbausiedlung anlegten, die den Namen der Gründer trug. Der auch heute noch wenig veränderte Grundriss ist charakteristisch für eine planmäßige Gründung während der Stauferzeit: Fast in der Mitte des ovalförmigen Stadtgrundrisses befindet sich der Marktplatz, an dem das ehemalige Kastenhaus, das nach dem 1851 erfolgten Abbruch des benachbarten alten Rathauses dessen Funktion übernahm, und die Pfarrkirche stehen. Zwei Gassen leiten südlich zur Hauptstraße, der tragenden Achse der Altstadt, die in westöstlicher Richtung Petersgmünd und Hilpoltstein verbindet und ehemals von zwei Toren, dem Oberen Tor im Westen (abgebrochen 1886) und dem Unteren Tor im Osten (abgebrochen 1881) – beide Tore mit Turm, Torhäuschen und Schlagbrücke – begrenzt wurde.
Aktennummer: E-5-76-126-1.

## Baudenkmäler nach Ortsteilen

### Heideck

#### Innerhalb des Ensembles
| Lage                                                  | Objekt                                           | Beschreibung | Akten-Nr.               | Bild                                             |
| ----------------------------------------------------- | ------------------------------------------------ | --- | ----------------------- | ------------------------------------------------ |
| An der Kapell 1 (Standort)                            | Wohnhaus                                         | Zweigeschossiger, giebelständiger Satteldachbau mit Fachwerkobergeschoss, vorkragendem Fachwerkgiebel und rückseitigem Walm, nach Westen verlängert, dendrochronologisch datiert auf 1420 und 1539, Umbauten 1544, 1585, 1796. | D-5-76-126-2 Wikidata   | Wohnhaus                                         |
| An der Kapell 6 (Standort)                            | Ehemaliges Wohnhaus der Almosenstiftung          | Zweigeschossiger, giebelständiger Sandsteinquaderbau mit Satteldach und verputztem Fachwerkgiebel, erste Hälfte 16. Jahrhundert und erstes Viertel 17. Jahrhundert. | D-5-76-126-132 Wikidata | Ehemaliges Wohnhaus der Almosenstiftung          |
| An der Kapell 7, im Garten (Standort)                 | Reste der Stadtmauer                             | Sandsteinquader, mittelalterlich. | D-5-76-126-109 Wikidata | BW                                               |
| An der Kapell 10 (Standort)                           | Wohnhaus                                         | Zweigeschossiger, giebelständiger Satteldachbau mit Fachwerkobergeschoss und -giebel, 18./19. Jahrhundert; Scheune, Fachwerkbau mit Satteldach, 19. Jahrhundert. | D-5-76-126-3 Wikidata   | Wohnhaus                                         |
| An der Kapell 13 (Standort)                           | Katholische Nebenkirche Unsere Liebe Frau        | Sandsteinquaderbau mit Satteldach, eingezogenem Chor mit Fünfachtelschluss und Strebepfeilern und massiven, viergeschossigen Rechteckturm an der Chorsüdseite mit oktogonalem Aufsatz und Zwiebelhaube, flachgedecktes Langhaus und kreuzrippengewölbter Chor, spätgotisch, Weihe und dendrochronologisch datiert auf 1419, Turmaufsatz 1678; mit Ausstattung. | D-5-76-126-4 Wikidata   | weitere Bilder                                   |
| Brauhausgasse 2 (Standort)                            | Ehemaliges Wohnstallhaus                         | Erdgeschossiger, giebelständiger Steilsatteldachbau mit verputztem Fachwerkgiebel, rückseitig mit Halbwalm, dendrochronologisch datiert auf 1447, Südgiebel nach 1621. | D-5-76-126-5 Wikidata   | BW                                               |
| Dr.-Max-Ring-Platz 2 (Standort)                       | Bürgerhaus                                       | Zweigeschossiger, giebelständiger Satteldachbau mit Fachwerkobergeschoss und -giebel, 18. Jahrhundert. | D-5-76-126-6 Wikidata   | Bürgerhaus                                       |
| Dr.-Max-Ring-Platz 3 (Standort)                       | Bürgerhaus                                       | Zweigeschossiger, giebelständiger Satteldachbau mit Fachwerkobergeschoss und vorkragendem Fachwerkgiebel, um 1450, mit späteren Veränderungen. | D-5-76-126-7 Wikidata   | Bürgerhaus                                       |
| Dr.-Max-Ring-Platz 5 (Standort)                       | Bürgerhaus                                       | Zweigeschossiger, giebelständiger Satteldachbau mit zum Teil verputztem Fachwerkobergeschoss und -giebel, 18. Jahrhundert. | D-5-76-126-9            | Bürgerhaus                                       |
| Hauptstraße 9 (Standort)                              | Gasthaus                                         | Zweigeschossiger, traufständiger Sandsteinquaderbau mit Steilsatteldach, Sohlbankgesims, dreigeschossigem Anbau an der Rückseite und Kelleranlagen mit Sandsteintonnen, um 1890. | D-5-76-126-13 Wikidata  | Gasthaus                                         |
| Hauptstraße 11 (Standort)                             | Bürgerhaus                                       | Zweigeschossiger, giebelständiger Satteldachbau mit verputztem und vorkragendem Fachwerkobergeschoss und -giebel, dendrochronologisch datiert auf 1401, bezeichnet mit „1579“, Umbau dendrochronologisch datiert auf 1585 und später; Nebengebäude, zweigeschossiger Satteldachbau, Sandsteinquader und Fachwerk, wohl 18./19. Jahrhundert. | D-5-76-126-14 Wikidata  | Bürgerhaus                                       |
| Hauptstraße 12, 14 (Standort)                         | Ehemaliges Kasten- und Pflegamt, dann Bürgerhaus | Zweigeschossiger, traufseitiger und verputzter Fachwerkbau mit Satteldach, westlich mit Halbwalm und Sandsteinfassade und kurzem, giebelständigem Seitenflügel zur Straße, dendrochronologisch datiert auf 1457, Umbau dendrochronologisch datiert auf 1561, barock überformt; ehemalige Kastner-Scheune, giebelständiger Sandsteinquaderbau mit Satteldach, Mitte 16. Jahrhundert, dendrochronologisch datiert auf nach 1520; Reste der Stadtmauer, in der Außenwand des Seitenflügels und im Garten, mittelalterlich. | D-5-76-126-15 Wikidata  | Ehemaliges Kasten- und Pflegamt, dann Bürgerhaus |
| Hauptstraße 13 (Standort)                             | Bürgerhaus                                       | Zweigeschossiger, giebelständiger Sandsteinquaderbau mit Satteldach, reichem Ziergiebel mit Voluten und seitlichem Anbau mit Tordurchfahrt, bezeichnet mit „1603“. | D-5-76-126-16 Wikidata  | Bürgerhaus                                       |
| Hauptstraße 15 (Standort)                             | Bürgerhaus                                       | Zweigeschossiger, giebelständiger Satteldachbau mit Fachwerkgiebel, im Kern vor 1500, 17./18. Jahrhundert, Erneuerung bezeichnet mit „1798“. | D-5-76-126-17 Wikidata  | Bürgerhaus                                       |
| Hauptstraße 16; Nähe Südlicher Stadtgraben (Standort) | Ehemaliges Handelshaus                           | Barocker, zweigeschossiger Putzbau über hohem Sockelgeschoss mit Walmdach und zweiläufigem Treppenaufgang aus Sandsteinquadern mit schmiedeeiserner Balustrade, rückwärtig Seitenflügel und Altane, errichtet 1757, Rückflügel frühes 19. Jahrhundert; Gartenhäuschen, wohl 18./19. Jahrhundert; Rest der Stadtmauer, Sandsteinquader, mittelalterlich, vermutlich neu errichtet im 18. Jahrhundert; im Garten. | D-5-76-126-18 Wikidata  | Ehemaliges Handelshaus                           |
| Hauptstraße 18 (Standort)                             | Gasthaus                                         | Zweigeschossiger, giebelständiger Satteldachbau mit Fachwerkobergeschoss und -giebel, erste Hälfte/Mitte 18. Jahrhundert. | D-5-76-126-20 Wikidata  | Gasthaus                                         |
| Hauptstraße 19 (Standort)                             | Bürgerhaus                                       | Zweigeschossiger, giebelständiger Steilsatteldachbau mit Fachwerkobergeschoss und -giebel und traufseitigem Risalit, im Kern vor 1500, 17./18. Jahrhundert, 1899 erneuert. | D-5-76-126-21 Wikidata  | Bürgerhaus                                       |
| Hauptstraße 23 (Standort)                             | Bürgerhaus                                       | Zweigeschossiger, giebelständiger Steilsatteldachbau mit Fachwerkobergeschoss und -giebel, im Kern um 1550, verändert 17./18. Jahrhundert. | D-5-76-126-22 Wikidata  | Bürgerhaus                                       |
| Hauptstraße 24 (Standort)                             | Bürgerhaus                                       | Zweigeschossiger, giebelständiger Satteldachbau mit verputztem Fachwerkobergeschoss und -giebel und spätbarockem Portal, bezeichnet mit „1803“; Scheune, Sandsteinquaderbau mit Satteldach und Fachwerkgiebel, wohl gleichzeitig. | D-5-76-126-23 Wikidata  | Bürgerhaus                                       |
| Hauptstraße 28 (Standort)                             | Bürgerhaus                                       | Zweigeschossiger, traufseitiger Walmdachbau mit Fachwerkobergeschoss, westlich mit Halbwalm, im Kern um 1450, Ende 18. Jahrhundert überformt. | D-5-76-126-25 Wikidata  | Bürgerhaus                                       |
| Hauptstraße 29 (Standort)                             | Ehemaliges Frühmesserhaus                        | Zweigeschossiger, traufseitiger Sandsteinquaderbau mit Satteldach und Sohlbankgesims, 1846. | D-5-76-126-26 Wikidata  | Ehemaliges Frühmesserhaus                        |
| Hauptstraße 30 (Standort)                             | Bürgerhaus                                       | Zweigeschossiger, traufseitiger Halbwalmdachbau mit Fachwerkobergeschoss und -giebel, dendrochronologisch datiert auf 1384, Umbau 1687; Reste der Stadtmauer im Garten, Sandsteinquader, mittelalterlich. | D-5-76-126-27 Wikidata  | Bürgerhaus                                       |
| Hauptstraße 32 (Standort)                             | Gasthaus Post                                    | Zweigeschossiger Putzbau mit Mansardwalmdach, barock, zweite Hälfte 18. Jahrhundert; Scheune, erdgeschossiger Sandsteinquaderbau mit Steilsatteldach, wohl 18./19. Jahrhundert. | D-5-76-126-28 Wikidata  | Gasthaus Post                                    |
| Hauptstraße 34 (Standort)                             | Ehemaliges Sudhaus                               | Zweigeschossiger traufseitiger Sandsteinquaderbau mit Satteldach, um 1900; ehemals zu Hauptstraße 32 gehörig. | D-5-76-126-29 Wikidata  | Ehemaliges Sudhaus                               |
| Hauptstraße 37 (Standort)                             | Bürgerhaus                                       | Zweigeschossiger, giebelständiger Satteldachbau mit verputztem Fachwerkobergeschoss und Fachwerkgiebel, vor 1600, bezeichnet mit „1834“; Nebengebäude im Hof, zweigeschossiger Satteldachbau mit Fachwerkobergeschoss, wohl gleichzeitig. | D-5-76-126-30 Wikidata  | Bürgerhaus                                       |
| Hauptstraße 38 (Standort)                             | Bürgerhaus                                       | Zweigeschossiger, giebelständiger Steilsatteldachbau mit Fachwerkobergeschoss und -giebel, vor 1500, bezeichnet mit „1573“. | D-5-76-126-31 Wikidata  | Bürgerhaus                                       |
| Hauptstraße 43 (Standort)                             | Bürgerhaus                                       | Zweigeschossiger, giebelständiger Steilsatteldachbau mit verputztem Fachwerkobergeschoss und -giebel, 17. Jahrhundert. | D-5-76-126-32 Wikidata  | Bürgerhaus                                       |
| Hauptstraße 46, 46 a (Standort)                       | Ehemaliges Ackerbürgerhaus                       | Zweigeschossiger, traufseitiger Sandsteinquaderbau mit Satteldach, geknickter Straßenfront und Hausmadonna, bezeichnet mit „1899“; Sandsteinmauer, mit teils gold gefassten Gusseisen-Kruzifix auf Sockel, ehemals zur Torbrücke gehörig, 18./19. Jahrhundert. | D-5-76-126-33 Wikidata  | Ehemaliges Ackerbürgerhaus                       |
| Marktplatz 1 (Standort)                               | Bürgerhaus                                       | Zweigeschossiger, giebelständiger Satteldachbau mit Fachwerkobergeschoss und -giebel, um 1700. | D-5-76-126-38 Wikidata  | Bürgerhaus                                       |
| Marktplatz 3 (Standort)                               | Bürgerhaus                                       | Zweigeschossiger, giebelständiger Satteldachbau mit Fachwerkgiebel, 17./18. Jahrhundert. | D-5-76-126-39 Wikidata  | BW                                               |
| Marktplatz 8 (Standort)                               | Bürgerhaus                                       | Zweigeschossiger, giebelständiger Sandsteinquaderbau mit Satteldach, ehemaliger Torbogen zum Hof und Hausmadonna, bezeichnet mit „1840“. | D-5-76-126-40 Wikidata  | Bürgerhaus                                       |
| Marktplatz 10 (Standort)                              | Bürgerhaus                                       | Zweigeschossiger, giebelständiger Satteldachbau mit Fachwerkobergeschoss und -giebel, 17./18. Jahrhundert. | D-5-76-126-42           | Bürgerhaus                                       |
| Marktplatz 12 (Standort)                              | Bürgerhaus                                       | Zweigeschossiger, giebelständiger Steilsatteldachbau mit Fachwerkobergeschoss und vorkragendem Fachwerkgiebel, um 1500, zweite Hälfte 16. Jahrhundert. | D-5-76-126-43 Wikidata  | BW                                               |
| Marktplatz 14 (Standort)                              | Bürgerhaus                                       | Zweigeschossiger, giebelständiger Steilsatteldachbau mit Fachwerkobergeschoss und -giebel, zweite Hälfte 16. Jahrhundert, im Kern spätmittelalterlich. | D-5-76-126-44 Wikidata  | Bürgerhaus                                       |
| Marktplatz 17 (Standort)                              | Bürgerhaus                                       | Schmaler, dreigeschossiger und giebelständiger Satteldachbau mit verputztem Fachwerkobergeschoss und -giebel, im Kern vor 1500, Umbau und Aufstockung 17./18. Jahrhundert. | D-5-76-126-45 Wikidata  | Bürgerhaus                                       |
| Marktplatz 18 (Standort)                              | Bürgerhaus                                       | Zweigeschossiger, traufseitiger Sandsteinquaderbau mit Satteldach, Ende 19. Jahrhundert; Scheune, zweigeschossiger Satteldachbau mit Fachwerkgiebel, 18. Jahrhundert; Nebengebäude, Sandsteinquaderbau mit Fachwerkobergeschoss und Pultdach, 19. Jahrhundert; Hofmauer, Sandsteinquader, 19. Jahrhundert. | D-5-76-126-46 Wikidata  | Bürgerhaus                                       |
| Marktplatz 20 (Standort)                              | Bürgerhaus                                       | Schmaler, zweigeschossiger und giebelständiger Steilsatteldachbau, Fachwerk verputzt, 18. Jahrhundert. | D-5-76-126-47 Wikidata  | BW                                               |
| Marktplatz 21 (Standort)                              | Pfarrhaus                                        | Zweigeschossiger Putzbau mit Walmdach, klassizistisch, bezeichnet mit „1813“; Scheune, Sandsteinquaderbau mit Satteldach, Mitte 19. Jahrhundert; Einfriedung, Sandsteinquadermauer, erstes Viertel 19. Jahrhundert. | D-5-76-126-48 Wikidata  | Pfarrhaus                                        |
| Marktplatz 22 (Standort)                              | Katholische Pfarrkirche St. Johannes der Täufer  | Putzbau mit Steilsatteldach, eingezogenem Chor mit Dreiachtelschluss und Strebepfeilern sowie Fassade mit Schweifgiebel und Vorzeichen mit Walmdach, im nördlichen Chorwinkel Sandsteinquaderturm mit Spitzhelm, Langhaus mit hölzernem Tonnengewölbe und rippengewölbter Chor, im Kern spätgotisch, Weihe 1457, Sakristei 1763, verlängert nach Westen 1779 und 1910; mit Ausstattung. | D-5-76-126-49 Wikidata  | weitere Bilder                                   |
| Marktplatz 23 (Standort)                              | Bürgerhaus                                       | Dreigeschossiger, traufseitiger Steilsatteldachbau mit Fachwerkobergeschossen und -giebel, giebelseitig Bodenerker mit Altane, modern bezeichnet mit „1564“. | D-5-76-126-50 Wikidata  | BW                                               |
| Marktplatz 24 (Standort)                              | Ehemaliger Getreidekasten, jetzt Rathaus         | Dreigeschossiger, traufseitiger Sandsteinquaderbau mit Satteldach und getreppten Giebeln, im Kern spätgotisch, 1481, Treppengiebel 1865; mit Ausstattung. | D-5-76-126-51 Wikidata  | weitere Bilder                                   |
| Obere Weinstraße 1 (Standort)                         | Scheune                                          | Erdgeschossiger Fachwerkbau mit Satteldach auf Sandsteinquadersockel, 1745. | D-5-76-126-113 Wikidata | BW                                               |
| Obere Weinstraße 5 (Standort)                         | Bürgerhaus                                       | Zweigeschossiger, giebelständiger Satteldachbau mit Fachwerkobergeschoss und -giebel, 18. Jahrhundert. | D-5-76-126-52 Wikidata  | Bürgerhaus                                       |
| Obere Weinstraße 11 (Standort)                        | Bürgerhaus                                       | Zweigeschossiger, giebelständiger Satteldachbau mit verputztem Fachwerkobergeschoss und -giebel, 18. Jahrhundert. | D-5-76-126-54 Wikidata  | Bürgerhaus                                       |
| Untere Weinstraße 3 (Standort)                        | Bürgerhaus                                       | Zweigeschossiger, traufseitiger Satteldachbau mit geknickter Front und Fachwerkobergeschoss und -giebel, 18./frühes 19. Jahrhundert. | D-5-76-126-56 Wikidata  | Bürgerhaus                                       |
| Untere Weinstraße 8 (Standort)                        | Ehemaliges Hopfenbauernhaus                      | Zweigeschossiger Bau mit gebrochenem Steilsatteldach, Fachwerkobergeschoss und -giebel, um Mitte 19. Jahrhundert. | D-5-76-126-57 Wikidata  | Ehemaliges Hopfenbauernhaus                      |

#### Außerhalb des Ensembles
| Lage                                           | Objekt                                         | Beschreibung | Akten-Nr.               | Bild                        |
| ---------------------------------------------- | ---------------------------------------------- | --- | ----------------------- | --------------------------- |
| Alleestraße 1 (Standort)                       | Ehemaliges Hopfenbauernhaus                    | Zweigeschossiger, traufseitiger Sandsteinquaderbau mit Satteldach, Balkon auf Stützen über Eingang und Fries an der Traufe, biedermeierlich, 1868. | D-5-76-126-1 Wikidata   | Ehemaliges Hopfenbauernhaus |
| Alleestraße 3 (Standort)                       | Ehemaliges Forsthaus                           | Zweigeschossiger, giebelständiger Putzbau mit Satteldach, Fachwerkgiebel und zweigeschossigem Anbau mit Walmdach, rückseitig mit Schopfwalm, historisierend mit Heimatstilelementen, 1898; Nebengebäude, erdgeschossiger, traufseitiger Putzbau mit Satteldach, gleichzeitig. | D-5-76-126-108 Wikidata | Ehemaliges Forsthaus        |
| Gänsbühl (Standort)                            | Wegkapelle, sogenannte Dreifaltigkeitskapelle  | Putzbau mit Satteldach, 18. Jahrhundert; mit Ausstattung. | D-5-76-126-36 Wikidata  | BW                          |
| Hauptstraße (bei Nr. 6) (Standort)             | Nepomukfigur auf Sockel                        | Sandstein, zweite Hälfte 18. Jahrhundert. | D-5-76-126-112 Wikidata | Nepomukfigur auf Sockel     |
| Hauptstraße 1 (Standort)                       | Ehemaliges Hopfenbauernhaus                    | Zweigeschossiger, traufseitiger Sandsteinquaderbau mit gebrochenem Steilsatteldach, um 1860; Scheune, Sandsteinquaderbau mit Satteldach und Fachwerkgiebel, wohl 18. Jahrhundert; Nebengebäude, Fachwerk- und Sandsteinquaderbau mit Satteldach, wohl zweite Hälfte 19. Jahrhundert. | D-5-76-126-11 Wikidata  | Ehemaliges Hopfenbauernhaus |
| Hauptstraße 3 (Standort)                       | Villa                                          | Langgestreckter, erdgeschossiger und traufseitiger Sandsteinquaderbau mit Satteldach, mittigem Zwerchgiebel und reicher Gliederung, neuklassizistisch, bezeichnet mit „1892“; ehemaliges Waschhaus, erdgeschossiger Sandsteinquaderbau mit Satteldach, gleichzeitig; im Garten; Ziehbrunnen, Gusseisen, gleichzeitig; im Garten; Einfriedung, Maschendrahtzaun mit schlanken Eisenpfeilern, gleichzeitig. | D-5-76-126-110 Wikidata | Villa                       |
| Hauptstraße 50 (Standort)                      | Ehemaliges Bauernhaus                          | Zweigeschossiger, traufseitiger Satteldachbau mit Sandsteinerdgeschoss und -westgiebel und Fachwerkobergeschoss und -ostgiebel, erste Hälfte 18. Jahrhundert. | D-5-76-126-34 Wikidata  | Ehemaliges Bauernhaus       |
| Rudletzholzer Straße (Standort)                | Katholische Kapelle St. Sebastian              | Putzbau mit Satteldach, 1713; mit Ausstattung. | D-5-76-126-12 Wikidata  | weitere Bilder              |
| Selingstädter Straße 3 (Standort)              | Katholische Friedhofskirche St. Johann Baptist | Sandsteinquaderbau mit Satteldach, Giebelreiter und fünfseitigem Chorschluss, innen durchgehend flachgedeckt, 1589/90; mit Ausstattung; Friedhof (alter Teil), spätmittelalterliche Anlage mit Grabsteinen der Rokokozeit und des Klassizismus; Friedhofsummauerung, Sandsteinquadermauer mit Torpfeilern, 18./19. Jahrhundert.                                                                           | D-5-76-126-35 Wikidata  | weitere Bilder              |
| Vogelsbühl; Kappelsberg; Ziegelmoos (Standort) | Kapelle auf dem Kapellsberg                    | Sandsteinquaderbau mit Satteldach, errichtet 1836 als Nachfolgebau einer Hl.-Grab-Kapelle des 14. Jahrhunderts; Kreuzweg, vierzehn Sandsteinsäulen mit Relieftafeln, wohl Mitte 19. Jahrhundert, teilweise erneuert. | D-5-76-126-59 Wikidata  | BW                          |
| Ziegelmoos 3 (Standort)                        | Ehemaliges Bauernhaus                          | Zweigeschossiger, giebelständiger Steilsatteldachbau mit Sandsteinerdgeschoss, Fachwerkobergeschoss und -giebel, erste Hälfte 19. Jahrhundert Scheune, giebelständiger Fachwerk- und Sandsteinquaderbau mit Satteldach, 18./19. Jahrhundert. | D-5-76-126-58 Wikidata  | BW                          |

### Aberzhausen
| Lage                      | Objekt                                             | Beschreibung | Akten-Nr.               | Bild                 |
| ------------------------- | -------------------------------------------------- | --- | ----------------------- | -------------------- |
| Aberzhausen 9 (Standort)  | Türgewände                                         | Verputzter Sandstein mit Reliefs, bezeichnet mit „1856“. | D-5-76-126-62 Wikidata  | BW                   |
| Aberzhausen 13 (Standort) | Ehemaliges Pfarrhaus                               | Erdgeschossiger Putzbau mit Mansardwalmdach und Zwerchhäusern, barockisierend, 1914. | D-5-76-126-114 Wikidata | Ehemaliges Pfarrhaus |
| Aberzhausen 17 (Standort) | Katholische Filial- und Expositurkirche St. Martin | Putzbau mit Satteldach, Chorturm mit spitzem Zeltdach und Sandsteineckquaderung, Langhaus und eingezogener Chor flachgedeckt, im Kern gotisch, 1743/44 barockisiert, 1923 Langhaus nach Westen erweitert; mit Ausstattung; Friedhofsummauerung, Sandsteinquader, 18. Jahrhundert. | D-5-76-126-60 Wikidata  | weitere Bilder       |

### Altenheideck
| Lage                       | Objekt                                   | Beschreibung | Akten-Nr.               | Bild |
| -------------------------- | ---------------------------------------- | --- | ----------------------- | ---- |
| Altenheideck 14 (Standort) | Bauernhaus                               | Zweigeschossiger, giebelständiger Sandsteinquaderbau mit Satteldach, 1924; Scheune, traufseitiger Fachwerkbau mit Steilsatteldach, bezeichnet mit „1836“. | D-5-76-126-116 Wikidata | BW   |
| Altenheideck 16 (Standort) | Ehemaliges Gasthaus und Hopfenbauernhaus | Erdgeschossiger, giebelständiger Sandsteinquaderbau mit gebrochenem Steilsatteldach, erste Hälfte 19. Jahrhundert.                                        | D-5-76-126-117 Wikidata | BW   |
| In Altenheideck ()         | Katholische Ortskapelle St. Maria        | Sandsteinquaderbau mit Satteldach, Dachreiter und Dreiseitschluss, bezeichnet mit "1875"; mit Ausstattung                                                 | D-5-76-126-137          |      |

### Höfen
| Lage                     | Objekt     | Beschreibung | Akten-Nr.              | Bild |
| ------------------------ | ---------- | --- | ---------------------- | ---- |
| Höfener Weg 2 (Standort) | Bauernhaus | Erdgeschossiger, verputzter Satteldachbau mit Sandsteinerdgeschoss und Fachwerkgiebel, dendrochronologisch datiert auf um 1755, Veränderungen Mitte 19. Jahrhundert und Ende 19./Anfang 20. Jahrhundert; Backhaus, erdgeschossiger Putzbau mit Satteldach, nach 1825. | D-5-76-126-64 Wikidata | BW   |

### Kippenwang
| Lage                                                  | Objekt     | Beschreibung                                 | Akten-Nr.     | Bild       |
| ----------------------------------------------------- | ---------- | -------------------------------------------- | ------------- | ---------- |
| Röthe, zwischen Kippenwang und Aberzhausen (Standort) | Wegkapelle | Putzbau mit Satteldach, 18./19. Jahrhundert. | D-5-76-126-65 | Wegkapelle |

### Kreuth (Schloßkreuth)
| Lage                              | Objekt         | Beschreibung | Akten-Nr.              | Bild           |
| --------------------------------- | -------------- | --- | ---------------------- | -------------- |
| Schloß Kreuth 2; 1; 2a (Standort) | Schloss Kreuth | Herrenhaus, zweigeschossiger Putzbau mit Mansardwalmdach, zweite Hälfte 18. Jahrhundert; Nordflügel, zweiseitiger, zweigeschossiger Putzbau mit Mansardwalmdach und Rundturm, 1881; mit Ausstattung; südlich Hofmauer mit Torturm, Putzbau mit Walmdach, kleinem Zwerchgiebel und Dachreiter, zweite Hälfte 18. Jahrhundert, bezeichnet mit „1878“; Auffahrtsallee, einreihig, um 1800. | D-5-76-126-66 Wikidata | Schloss Kreuth |

### Laffenau
| Lage                         | Objekt                                    | Beschreibung                                                                        | Akten-Nr.              | Bild |
| ---------------------------- | ----------------------------------------- | ----------------------------------------------------------------------------------- | ---------------------- | ---- |
| Laffenau 3 (Standort)        | Scheune                                   | Fachwerkbau auf Sandsteinquadersockel mit Satteldach, erste Hälfte 19. Jahrhundert. | D-5-76-126-68          | BW   |
| In Laffenau (Standort)       | Katholische Ortskapelle Beata Maria Virgo | Putzbau mit Satteldach, Dachreiter und Dreiseitschluss, 1926; mit Ausstattung.      | D-5-76-126-67 Wikidata | BW   |
| Neben der Kapelle (Standort) | Bildstock                                 | Verputzter Sandstein, 19. Jahrhundert.                                              | D-5-76-126-69          | BW   |

### Laibstadt
| Lage                                                   | Objekt                                    | Beschreibung | Akten-Nr.               | Bild              |
| ------------------------------------------------------ | ----------------------------------------- | --- | ----------------------- | ----------------- |
| Laibstadt 3 (Standort)                                 | Hofhaus                                   | Kleiner zweigeschossiger und traufseitiger Satteldachbau mit Sandsteinerdgeschoss und Fachwerkobergeschoss, 18./frühes 19. Jahrhundert.                                                         | D-5-76-126-74 Wikidata  | BW                |
| Laibstadt 20 (Standort)                                | Ehemaliges Schulhaus                      | Zweigeschossiger, traufseitiger Satteldachbau, mit Sandsteinerdgeschoss und Backsteinobergeschoss mit Hausteingliederung, 1896.                                                                 | D-5-76-126-118 Wikidata | BW                |
| Laibstadt 30 (Standort)                                | Bauernhaus                                | Langgestreckter, erdgeschossiger und giebelständiger Satteldachbau mit verputztem Fachwerkgiebel, Zwerchhaus und rückseitigem Backofenanbau, 18. Jahrhundert.                                   | D-5-76-126-76 Wikidata  | BW                |
| Laibstadt 46/47 (Standort)                             | Bauernhaus                                | Zweigeschossiger Putzbau mit Walmdach, 18./frühes 19. Jahrhundert, verändert nach 1825. | D-5-76-126-77 Wikidata  | BW                |
| Laibstadt 47 (Standort)                                | Bauernhaus                                | Zweigeschossiger Sandsteinquaderbau mit Walmdach, bezeichnet mit „1855“, im Kern vermutlich älter.                                                                                              | D-5-76-126-78 Wikidata  | BW                |
| Laibstadt 58 (Standort)                                | Bauernhaus                                | Zweigeschossiger, giebelständiger Putzbau mit Steilsatteldach und barockem Portalgewände, 18. Jahrhundert; in Giebelnische neugotische Madonnenfigur.                                           | D-5-76-126-80 Wikidata  | BW                |
| Laibstadt 70 (Standort)                                | Katholische Pfarrkirche Mariä Himmelfahrt | Sandsteinquaderbau mit Satteldach und Chorturm mit Spitzhelm, flachgedecktes Langhaus und eingezogener Chor mit Sternrippengewölbe, Turm bezeichnet mit „1472“, Langhaus 1866; mit Ausstattung. | D-5-76-126-70 Wikidata  | weitere Bilder    |
| Laibstadt 83 (Standort)                                | Ehemaliges Rathaus                        | Mit Feuerwehrgeräteraum und ehem. mit Viehwaage, zweigeschossiger, traufseitiger Sandsteinquaderbau mit Satteldach, Zwerchgiebel und Lisenengliederung, 1886.                                   | D-5-76-126-120 Wikidata | weitere Bilder    |
| In Laibstadt (Standort)                                | Kapelle                                   | Sandsteinquaderbau mit Satteldach, bezeichnet mit „1876“. | D-5-76-126-205          | BW                |
| Mauern, am südlichen Ortsausgang (Standort)            | Wegkapelle                                | Verputzter Sandsteinquaderbau mit Satteldach, Ende 19. Jahrhundert. | D-5-76-126-72 Wikidata  | BW                |
| Spendfeld, an der Straße nach Rudletzhof (Standort)    | Herz-Jesu-Kapelle                         | Sandsteinquaderbau mit Satteldach, Giebelkreuz und Dreiseitschluss, erbaut im Jahr 1891. Inschrift: „Erbaut von Michl Harrer 1891“. Kapelle mit Kirchenausstattung, geweiht am 25. Mai 1892.    | D-5-76-126-71 Wikidata  | Herz-Jesu-Kapelle |
| Steinigfeld, an der Straße nach Aberzhausen (Standort) | Wegkapelle                                | Sandsteinquaderbau mit Satteldach und Dreiseitschluss, Ende 19. Jahrhundert. | D-5-76-126-73           | BW                |

### Liebenstadt
| Lage                      | Objekt                              | Beschreibung | Akten-Nr.               | Bild           |
| ------------------------- | ----------------------------------- | --- | ----------------------- | -------------- |
| Liebenstadt 4 (Standort)  | Pfarrhaus                           | Zweigeschossiger Sandsteinquaderbau mit Walmdach, von Dominikus Sales, 1789; Pfarrscheune, erdgeschossiger Fachwerkbau mit Satteldach, bezeichnet mit „1755“; ehemaliges Waschhaus, erdgeschossiger, verputzter Sandsteinquaderbau mit Walmdach, vermutlich gleichzeitig; Einfassung mit Sandsteinpfeilern, 18. Jahrhundert; an der Straße. | D-5-76-126-82 Wikidata  | BW             |
| Liebenstadt 15 (Standort) | Fachwerkscheune                     | Erdgeschossiger Fachwerkbau mit Satteldach, erstes Viertel 19. Jahrhundert. | D-5-76-126-83           | BW             |
| Liebenstadt 30 (Standort) | Scheune                             | Eingeschossiger Satteldachbau, Sandsteinquader und Fachwerk, 1893. Ehemaliger Teil des Baudenkmals: Wohnstallhaus, erdgeschossiger Sandsteinquaderbau mit Fachwerkgiebel, Giebelausbau an der Südseite, zweite Hälfte 19. Jahrhundert. | D-5-76-126-121 Wikidata | BW             |
| Liebenstadt 37 (Standort) | Wohnstallhaus                       | Erdgeschossiger, giebelständiger Satteldachbau mit verputztem Fachwerkgiebel, bezeichnet mit „1895“. | D-5-76-126-122 Wikidata | BW             |
| Liebenstadt 39 (Standort) | Ehemaliger Bauernhof                | Wohnstallhaus, erdgeschossiger Sandsteinquaderbau mit Satteldach, teilweise verputzt, Mitte 19. Jahrhundert; Scheune, erdgeschossiger Fachwerkbau mit Satteldach, nach 1825, vermutlich im Kern älter; Backhaus, kleiner Sandsteinquaderbau mit Satteldach, nach 1825.                                                                      | D-5-76-126-123 Wikidata | BW             |
| Liebenstadt 58 (Standort) | Wohnteil eines Wohnstallhauses      | Erdgeschossiger Sandsteinquaderbau mit Steilsattelgiebel, bezeichnet mit „1862“. | D-5-76-126-124 Wikidata | BW             |
| In Liebenstadt (Standort) | Katholische Pfarrkirche St. Michael | Chorturmanlage, Langhaus unverputzter Sandsteinquaderbau mit Satteldach, Chorturm verputzt mit schiefergedecktem Spitzhelm, Turmunterbau mittelalterlich, Turmobergeschoss 1589, Langhaus 1884; mit Ausstattung. | D-5-76-126-81 Wikidata  | weitere Bilder |
| In Liebenstadt (Standort) | Scheune                             | Erdgeschossiger Fachwerkbau mit Satteldach, bezeichnet mit „1794“. | D-5-76-126-85 Wikidata  | BW             |

### Rambach
| Lage                  | Objekt                   | Beschreibung | Akten-Nr.              | Bild |
| --------------------- | ------------------------ | --- | ---------------------- | ---- |
| Rambach 3 (Standort)  | Ehemaliges Wohnstallhaus | Zweigeschossiger, traufseitiger Satteldachbau mit verputztem Fachwerkobergeschoss und -giebel, 18./frühes 19. Jahrhundert, um 1900 aufgestockt. | D-5-76-126-88 Wikidata | BW   |
| In Rambach (Standort) | Bildstock                | Sandsteinsäule mit vergoldetem Kruzifixaufsatz, bezeichnet mit „1868“; Kruzifix modern.                                                         | D-5-76-126-89 Wikidata | BW   |
| In Rambach (Standort) | Ortskapelle              | Putzbau mit Satteldach, 1952–54; mit älterer Ausstattung.                                                                                       | D-5-76-126-87 Wikidata | BW   |

### Rudletzholz
| Lage                      | Objekt                              | Beschreibung | Akten-Nr.               | Bild           |
| ------------------------- | ----------------------------------- | --- | ----------------------- | -------------- |
| Rudletzholz 6 (Standort)  | Wohnstallhaus                       | Erdgeschossiger, traufseitiger Sandsteinquaderbau mit Satteldach und Fachwerkscheune, Türgewände bezeichnet mit „1839“, im Kern älter.                                                                 | D-5-76-126-125 Wikidata | BW             |
| Rudletzholz 10 (Standort) | Ehemaliges Wohnstallhaus            | Erdgeschossiger Sandsteinquaderbau mit verputzten Fachwerkgiebeln und Satteldach, dendrochronologisch datiert auf 1685/86, eingeschossiger Flügelanbau, nach 1825.                                     | D-5-76-126-126 Wikidata | BW             |
| Rudletzholz 13 (Standort) | Bauernhaus                          | Erdgeschossiger Sandsteinquaderbau mit Satteldach, verputztem Fachwerkgiebel und angeschlossenem Stall- und Scheunenteil mit erhöhtem First, bezeichnet mit „1804“, Stall- und Scheunenteil nach 1825. | D-5-76-126-91 Wikidata  | BW             |
| Rudletzholz 19 (Standort) | Katholische Filialkirche St. Martin | Putzbau mit Satteldach, dreiseitig geschlossenem Chor und Dachreiter mit Zwiebelhaube, um 1778 vergrößerte ältere Kapelle, Chor 1910; mit Ausstattung.                                                 | D-5-76-126-90 Wikidata  | weitere Bilder |
| In Rudletzholz (Standort) | Bauernhaus                          | Erdgeschossiger, traufseitiger Sandsteinquaderbau mit Steilsatteldach und Georgsfigur in Giebelnische, erste Hälfte 19. Jahrhundert.                                                                   | D-5-76-126-92 Wikidata  | BW             |

### Schloßberg
| Lage                                | Objekt                                  | Beschreibung | Akten-Nr.               | Bild           |
| ----------------------------------- | --------------------------------------- | --- | ----------------------- | -------------- |
| Schloßberg 19 (Standort)            | Ehemaliges Gasthaus                     | Wohnstallhaus, zweigeschossiger, giebelständiger Putzbau mit Satteldach, im Kern spätmittelalterlich.                                                                                                   | D-5-76-126-95 Wikidata  | BW             |
| Schloßberg 25 (Standort)            | Wohnstallhaus                           | Erdgeschossiger, giebelständiger Satteldachbau mit verputztem Fachwerkgiebel und zweigeschossigem Stall- und Wohnteilanbau, Rundbogenportal bezeichnet mit „1768“, Stall- und Wohnteil 19. Jahrhundert. | D-5-76-126-128 Wikidata | BW             |
| Schloßberg 36 (Standort)            | Gasthaus                                | Zweigeschossiger, giebelständiger Sandsteinquaderbau mit Satteldach und Fachwerkobergeschoss und -giebel, erste Hälfte 19. Jahrhundert.                                                                 | D-5-76-126-96 Wikidata  | BW             |
| Schloßberg 41 (Standort)            | Katholische Filialkirche Heiliger Geist | Putzbau mit Satteldach, eingezogenem Chor mit fünfseitigem Schluss und Westturm in Sandsteinquadern mit Spitzhelm, Langhaus 1561, Chor wohl erst um 1627, Turm 19. Jahrhundert; mit Ausstattung.        | D-5-76-126-93 Wikidata  | weitere Bilder |
| Bei Schloßberg 44 (Standort)        | Kapelle                                 | Verputzter Sandsteinquaderbau mit Satteldach, klassizistisch, erste Hälfte 19. Jahrhundert; mit Ausstattung.                                                                                            | D-5-76-126-127 Wikidata | BW             |
| Im Ort (Standort)                   | Kapelle                                 | Sandsteinquaderbau mit Satteldach und Treppengiebel, um 1900. | D-5-76-126-94 Wikidata  | BW             |
| Am südlichen Ortsausgang (Standort) | Kapelle                                 | Putzbau mit Satteldach, erste Hälfte 20. Jahrhundert. | D-5-76-126-129 Wikidata | BW             |

### Seiboldsmühle
| Lage                        | Objekt                           | Beschreibung | Akten-Nr.               | Bild |
| --------------------------- | -------------------------------- | --- | ----------------------- | ---- |
| An der Gredl 14a (Standort) | Ehemaliger Bahnhof der Gredlbahn | Ehemaliges Betriebsgebäude, zweigeschossiger Sandsteinquaderbau mit flachem Satteldach; ehemaliger Ökonomiebau, Aufstockung um 1900; erdgeschossiger Zwischenbau; Ladehalle, bretterverschalter Holzständerbau mit Walmdach und überdachtem Zwerchhaus im Ladebereich; 1888. | D-5-76-126-130 Wikidata | BW   |

### Selingstadt
| Lage                                    | Objekt                             | Beschreibung | Akten-Nr.               | Bild           |
| --------------------------------------- | ---------------------------------- | --- | ----------------------- | -------------- |
| Selingstadt 4 (Standort)                | Bauernhaus                         | Zweigeschossiger, traufseitiger Sandsteinquaderbau mit Satteldach, Portalgewände bezeichnet mit „1876“; Hofkapelle, Sandsteinquaderbau mit Satteldach und Giebelkreuz, historisierend, um 1850/60, mit Ausstattung. | D-5-76-126-100 Wikidata | Bauernhaus     |
| Selingstadt 6 (Standort)                | Bauernhaus                         | Erdgeschossiger, traufseitiger Satteldachbau, Fachwerkgiebel, wohl erste Hälfte 19. Jahrhundert. | D-5-76-126-101 Wikidata | BW             |
| Selingstadt 15 (Standort)               | Türgewände                         | Mit korbbogigem Abschluss, Sandstein, bezeichnet mit „EH 1842“; in Neubau übernommen. | D-5-76-126-102 Wikidata | BW             |
| Selingstadt 22 a (Standort)             | Katholische Filialkirche St. Georg | Putzbau mit Satteldach und Chorturm in Sandsteinquadern mit Satteldach, flachgedecktes Langhaus und eingezogener Chor mit Sterngewölbe, Turm 1483 ff., Langhaus um 1700; mit Ausstattung.                           | D-5-76-126-98 Wikidata  | weitere Bilder |
| Selingstadt 28 (Standort)               | Ehemaliges Bauernhaus              | Erdgeschossiger, traufseitiger Satteldachbau mit Fachwerkgiebel, Portalgewände bezeichnet mit „1805“. | D-5-76-126-103 Wikidata | BW             |
| In Selingstadt (Standort)               | Scheune                            | Fachwerkbau, 17./18. Jahrhundert. | D-5-76-126-131          | BW             |
| Nahe der Straße nach Heideck (Standort) | Kapelle                            | Sandsteinquaderbau mit Satteldach, bezeichnet mit „1935“; mit Ausstattung. | D-5-76-126-99 Wikidata  | Kapelle        |

### Tautenwind
| Lage                     | Objekt                   | Beschreibung                                                                                                   | Akten-Nr.               | Bild |
| ------------------------ | ------------------------ | --- | ----------------------- | ---- |
| Tautenwind 1 (Standort)  | Ehemaliges Wohnstallhaus | Erdgeschossiger, giebelständiger Satteldachbau mit Fachwerkgiebel, bezeichnet mit „1728“.                      | D-5-76-126-105 Wikidata | BW   |
| Tautenwind 2 (Standort)  | Ehemaliges Wohnstallhaus | Erdgeschossiger, giebelständiger Satteldachbau mit Fachwerkgiebel, 17./18. Jahrhundert, bezeichnet mit „1802“. | D-5-76-126-106 Wikidata | BW   |
| Tautenwind 6 (Standort)  | Scheune                  | Erdgeschossiger, giebelständiger Fachwerkbau mit Satteldach, 18. Jahrhundert.                                  | D-5-76-126-107 Wikidata | BW   |
| In Tautenwind (Standort) | Katholische Ortskapelle  | Putzbau mit Satteldach, Dachreiter und Dreiseitschluss, 1869; mit Ausstattung.                                 | D-5-76-126-104 Wikidata | BW   |

## Ehemalige Baudenkmäler
In diesem Abschnitt sind Objekte aufgeführt, die früher einmal in der Denkmalliste eingetragen waren, jetzt aber nicht mehr. Objekte, die in anderem Zusammenhang – also z. B. als Teil eines Baudenkmals – weiter eingetragen sind, sollen hier nicht aufgeführt werden. Aktennummern in diesem Abschnitt sind ehemalige, jetzt nicht mehr gültige Aktennummern.

| Lage                                    | Objekt                     | Beschreibung                                                         | Akten-Nr.               | Bild                     |
| --------------------------------------- | -------------------------- | -------------------------------------------------------------------- | ----------------------- | ------------------------ |
| Heideck Obere Weinstraße 13 (Standort)  | Ehemaliges Wohnstallhaus   | Zweigeschossiger Giebelbau, Fachwerk verputzt, 18. Jahrhundert.      | D-5-76-126-55 Wikidata  | Ehemaliges Wohnstallhaus |
| Aberzhausen Aberzhausen 3 (Standort)    | Türgewände                 | Sandstein, erstes Drittel 19. Jahrhundert; an ehemaligem Hirtenhaus. | D-5-76-126-61 Wikidata  | BW                       |
| Altenheideck Altenheideck 13 (Standort) | Scheune                    | Fachwerkbau mit Satteldach, wohl 18. Jahrhundert.                    | D-5-76-126-115 Wikidata | BW                       |
| Laibstad Laibstadt 7 (Standort)         | Türgewände                 | Bezeichnet mit „1850“.                                               | D-5-76-126-75 Wikidata  | BW                       |
| Laibstadt Laibstadt 32 (Standort)       | Zugehörige Fachwerkscheune | Bezeichnet mit „1848“.                                               | D-5-76-126-119 Wikidata | BW                       |
| Liebenstadt Liebenstadt 22 (Standort)   | Korbbogen-Türgewände       | Um 1800.                                                             | D-5-76-126-84 Wikidata  | BW                       |